# Elezione del Presidente del Senato del 1979
L'elezione del Presidente del Senato del 1979 per l'VIII legislatura della Repubblica Italiana si è svolta il 20 giugno 1979.
Il presidente del Senato uscente è Amintore Fanfani. Presidente provvisorio, in luogo di Ferruccio Parri, è il senatore a vita Pietro Nenni.
Il presidente del Senato della Repubblica, eletto al I scrutinio, è Amintore Fanfani.

## L'elezione

### Preferenze per Amintore Fanfani
| Scrutinio | Voti | Percentuale |
| --------- | ---- | ----------- |
| I         | 264  | 84,3%       |

## 20 giugno 1979

### I scrutinio
Per la nomina è richiesta la maggioranza assoluta dei componenti dell'Assemblea.
| Dati votazione | Dati votazione |    | Nome                  | Nome | Voti |
| -------------- | -------------- | -- | --------------------- | ---- | ---- |
| Presenti       | 313            |    | Amintore Fanfani      | 264  |      |
| Votanti        | 313            |    | Araldo di Crollalanza | 12   |      |
| Astenuti       | 0              |    | Pietro Nenni          | 5    |      |
| Maggioranza    | 162            |    | Umberto Terracini     | 3    |      |
|                |                |    | Carlo Donat-Cattin    | 1    |      |
|                | Schede bianche | 28 |                       |      |      |
|                | Schede nulle   | 0  |                       |      |      |

Risulta eletto: Amintore Fanfani